# ورزشکاه آرنا آردا
ورزشکاه آرنا آردا (به لاتین: Arena Arda) یک ورزشگاه در بلغارستان است که در کاردزالی واقع شده‌است.